# Mùa bão Tây Bắc Thái Bình Dương 1977
Mùa bão Tây Bắc Thái Bình Dương 1977 là một trong những mùa bão Tây Bắc Thái Bình Dương ít hoạt động nhất từng được ghi nhận, với chỉ 19 cơn bão nhiệt đới hình thành. Bên cạnh đó đây còn là mùa bão duy nhất trong kỷ nguyên vệ tinh (kể từ năm 1960) không sản sinh ra bất kỳ một siêu bão cấp 5 nào. Cơn bão đầu tiên của mùa bão là bão nhiệt đới dữ dội Patsy, hình thành vào ngày 23 tháng 3; và cơn bão cuối cùng là Mary, tan vào ngày 2 tháng 1 năm 1978. Mary là cơn bão thứ tư kể từ năm 1945 tồn tại kéo dài sang năm dương lịch tiếp theo.
Phạm vi của bài viết này chỉ giới hạn ở Thái Bình Dương, khu vực nằm ở phía Bắc xích đạo và phía Tây đường đổi ngày quốc tế. Những cơn bão hình thành ở khu vực phía Đông đường đổi ngày quốc tế và phía Bắc xích đạo thuộc về Mùa bão Đông Bắc Thái Bình Dương 1977. Bão nhiệt đới hình thành ở toàn bộ khu vực Tây Bắc Thái Bình Dương sẽ được đặt tên bởi Trung tâm Cảnh báo Bão Liên hợp  JTWC . Áp thấp nhiệt đới ở khu vực này sẽ có thêm hậu tố "W" phía sau số thứ tự của chúng. Áp thấp nhiệt đới trở lên hình thành hoặc đi vào khu vực mà Philippines theo dõi cũng sẽ được đặt tên bởi Cục quản lý Thiên văn, Địa vật lý và Khí quyển Philippines  PAGASA . Đó là lý do khiến cho nhiều trường hợp, một cơn bão có hai tên gọi khác nhau.

## Các cơn bão
Trong năm 1977 trên Tây Bắc Thái Bình Dương, có tổng cộng 26 áp thấp nhiệt đới được công nhận bởi nhiều tổ chức cảnh báo khác nhau. 20 trong số chúng đã trở thành những cơn bão nhiệt đới, 11 đạt cường độ bão cuồng phong, và 1 đạt cấp độ siêu bão.

### Bão Thelma (Goring)
Một vùng nhiễu động nhiệt đới trên vùng biển phía Đông Philippines đã phát triển thành một áp thấp nhiệt đới trong ngày 21 tháng 7. Hệ thống di chuyển theo hướng Tây Bắc, mạnh lên bão nhiệt đới vào cuối ngày và bão cuồng phong vào ngày 22. Sau khi vượt qua Bắc Luzon và trút xuống những cơn mưa lớn, Thelma chuyển hướng Bắc và đạt đỉnh với vận tốc gió 95 dặm/giờ. Vào ngày 25, cơn bão tấn công Đài Loan, trước khi vượt qua hòn đảo này và tan trên vùng Đông Nam Trung Quốc trong ngày 26. Dù không quá mạnh, Thelma vẫn đem đến gió lớn kèm theo những trận mưa nặng hạt, hậu quả là tổn thất nghiêm trọng cùng với hơn 30 người thiệt mạng.

### Bão Vera (Huling)
Chỉ 6 ngày sau khi Thelma tấn công Đài Loan, một cơn bão khác đã xuất hiện ở phía Đông. Bão Vera, phát triển từ ngày 28 tháng 7, và nó đã tấn công Đài Loan vào ngày 31 với sức gió 130 dặm/giờ trước khi tiếp tục di chuyển về phía Tây và tan trên đất liền Trung Quốc. Cơn bão khiến 25 người thiệt mạng, cùng với đó là thiệt hại lớn về tài sản và cây trồng.

### Bão Babe (Miling)
Hình thành từ một áp thấp nhiệt đới trong ngày 2 tháng 9, Babe ban đầu di chuyển theo hướng Tây - Tây Bắc và mạnh dần lên. Đến ngày 5 tháng 9, một sự thay đổi đột ngột trong dòng dẫn khiến hệ thống chuyển hướng Bắc - Tây Bắc. Trong hai ngày tiếp theo, Babe mạnh lên rất nhanh, cuối cùng đạt đỉnh với vận tốc gió 240 km/giờ (150 dặm/giờ) trong ngày mùng 8 cùng áp suất khí quyển 905 mbar (hPa; 26,72 inHg). Không lâu sau, một sự thay đổi khác trong dòng dẫn khiến cơn bão di chuyển thành một đường vòng cung theo chiều ngược chiều kim đồng hồ trong quãng thời gian dài, đi xuyên qua quần đảo Ryukyu và tương tác với một vùng áp suất thấp có nguồn gốc từ bán đảo Triều Tiên. Hệ thống dần suy yếu và cuối cùng đổ bộ lên địa điểm gần Thượng Hải, Trung Quốc vào ngày 11 tháng 9 với cường độ bão cấp 1 trước khi tan trên đất liền trong ngày hôm sau.
Di chuyển qua quần đảo Ryuku khi là một cơn bão mạnh, Babe đã gây ra tổn thất nghiêm trọng cho khu vực này, Hơn 1.000 ngôi nhà đã bị phá hủy và gần 7.000 ngôi nhà khác bị hư hại hoặc ngập lụt. Một người thiệt mạng tại đảo Amami Ōshima và 77 người khác bị thương trên toàn nước Nhật. Tổng thiệt hại lên tới 6,1 tỉ Yên (¥) (23 triệu USD). Ở ngoài khơi, đã có hơn 100 tàu thuyền chịu tác động, bao gồm một con tàu chở hàng của Panama với 13 người trên tàu thiệt mạng. Tại Trung Quốc có hơn 24.000 ngôi nhà bị phá hủy cùng 9 người thiệt mạng.

### Bão Dinah (Openg)(bão số 4)
Một rãnh gió mùa đã sản sinh ra một cơn bão nhiệt đới vào ngày 14 tháng 9 trên vùng biển phía Đông Bắc Philippines. Trước đó một cơn bão khác đã mang rãnh thấp di chuyển dịch lên phía Bắc, khiến Dinah xuất hiện ở một vị trí có vĩ độ cao bất thường cho một cơn bão hình thành từ rãnh gió mùa. Tiếp đó, sự tồn tại của một áp cao mạnh phía Tây Bắc đã buộc Dinah di chuyển theo hướng Tây Nam, đi qua vùng Bắc Luzon trong ngày 15 và 16. Khi tiến vào Biển Đông, dòng dẫn yếu đã cho phép Dinah trôi dạt, đầu tiên là về phía Đông Bắc rồi tiếp đến quay trở lại hướng Tây - Tây Nam. Điều kiện nhìn chung thuận lợi giúp Dinah mạnh lên thành bão cuồng phong trong ngày 19; nhưng một thời gian sau một cơn bão nhiệt đới mới hình thành ở phía Đông Bắc đã khiến nó suy yếu. Áp cao mới hình thành buộc Dinah di chuyển theo hướng Tây Nam, và nó đã đổ bộ vào miền Trung Việt Nam trong ngày 23 với cường độ áp thấp nhiệt đới. Sau đó, tàn dư của Dinah chuyển hướng đi lên phía Bắc, vượt qua vịnh Bắc Bộ và biến mất hoàn toàn trên đất liền Trung Quốc trong ngày 27.
Tại Luzon, Dinah gây ra mưa lớn và lũ lụt khiến 54 người chết và 11 người khác mất tích.

### Bão nhiệt đới Freda (Pining)(bão số 5)
Bão nhiệt đới Freda đã tấn công Hong Kong khiến một người thiệt mạng.

### Bão Kim (Unding)
Bão Kim tấn công miền Bắc Philippines vào ngày 13 tháng 11 với sức gió 135 dặm/giờ. Những trận mưa lớn từ cơn bão đã gây lũ quét khiến 55 người thiệt mạng cùng tổn thất trên diện rộng. Ngoài ra còn có thêm 47 người chết khi tầng trên của một khách sạn bị cháy trong quãng thời gian cơn bão hoành hành.

## Tên bão
Trong năm 1977, bão nhiệt đới trên Tây Bắc Thái Bình Dương được đặt tên bởi Trung tâm Cảnh báo Bão Liên hợp (JTWC). Cơn bão đầu tiên được đặt tên là Patsy và cuối cùng là Mary.
| - Agnes - Bonnie - Carmen - Della - Elaine - Faye - Gloria - Hester - Irma - Judy - Kit - Lola - Mamie - Nina - Ora - Phyllis - Rita - Susan - Tess - Viola - Winnie | - Alice - Betty - Cora - Doris - Elsie - Flossie - Grace - Helen - Ida - June - Kathy - Lorna - Marie - Nancy - Olga - Pamela - Ruby - Sally - Therese - Violet - Wilda | - Anita - Billie - Clara - Dot - Ellen - Fran - Georgia - Hope - Iris - Joan - Kate - Louise - Marge - Nora - Opal - Patsy 1W - Ruth 3W - Sarah 5W - Thelma 6W - Vera 7W - Wanda 8W | - Amy 9W - Babe 10W - Carla 11W - Dinah 12W - Emma 13W - Freda 14W - Gilda 15W - Harriet 16W - Ivy 17W - Jean 18W - Kim 19W - Lucy 20W - Mary 21W - Nadine - Olive - Polly - Rose - Shirley - Trix - Virginia - Wendy |